# 長岡運輸区
長岡運輸区（ながおかうんゆく）は、新潟県長岡市にかつて存在した東日本旅客鉄道（JR東日本）新潟支社の運転士・車掌が所属する組織である。主に長岡駅を発着する列車(信越本線長岡〜直江津、上越線長岡〜水上)および、飯山線・只見線を乗務範囲とする。尚、長岡運輸区は、長岡車両センターが車両を保持している為車両は保持していない。2024年2月29日限りで廃止し、現在は長岡統括センター。

## 歴史
- 1947年（昭和22年）1月10日 - 新津車掌区長岡支区が独立し長岡車掌区設立[1]。
- 1997年（平成9年）9月5日 - 長岡車掌区と長岡運転所（現・長岡車両センター）の乗務員部門を統合し、長岡運輸区発足[2]。
- 2015年（平成27年）3月14日 - 直江津運輸区が統合され、北陸新幹線（長野駅 - 金沢駅）開業によって第三セクター鉄道に移管されなかった区間の業務を引き継ぐ[3]。
- 2024年（令和6年）3月1日 - 長岡営業統括センターと統合し、長岡統括センター発足。当区は廃止。